# 現貨外匯市場
現貨外匯交易（英語：foreign exchange spot transaction，FX spot），指雙方在現貨交易日以約定價格出售另一貨幣來購買一種貨幣的協議。交易完成時的匯率稱為現貨匯率（spot exchange rate）。截至2010年，全球外匯現貨交易的日均交易量達到近1.5兆美元，佔所有外匯交易的37.4％。從2010年4月到2013年4月，外匯即期交易增長38％，達2兆美元。

## 結算日
外匯即期交易的標準結算時間框架為T+2；即從交易日起兩個工作日。不過以下這些貨幣為例外，它們以T+1結算：USD / CAD、USD / TRY、USD / PHP、USD / RUB、境外USD / KZT、USD / PKR。